# Orlík (Altvatergebirge)
Der Orlík (deutsch Urlichkuppe, auch Urlich) ist ein Gipfel im Altvatergebirge, gelegen im Bärenfang-Bergland (Medvědská hornatina). Er befindet sich in einem abgelegenen Teil des Landschaftsschutzgebiets Jeseníky, 6 km südlich von Rejvíz (Reihwiesen), 8 km südöstlich von Jeseník (Freiwaldau), 8 km nordwestlich von Vrbno pod Pradědem (Würbenthal). Die Hänge der Urlichkuppe werden hauptsächlich von den Nebenflüssen der Černá Opava (Schwarze Oppa) entwässert. Der deutsche Name bezieht sich vermutlich auf die südschlesische Bezeichnung Urle für Ahorn.
Nach Norden grenzt die Urlichkuppe an den schmalen Urlich, nach Osten an den Fochlersberg, nach Südosten an den Quinfelsen, auf dem sich die Überreste der Felsenburg Quinburk befinden. Im Süden der Urlichkuppe befindet sich die Bärenfangkuppe (Mědvedí vrch), von der sich ein Grat über den Johannesstein (Janovy skály) zum Räuberstein (Loupežník) erstreckt.

## Aufstieg
Der Gipfel ist nur schwer zu erreichen, da es keinen markierten Weg gibt. Ein möglicher Zugang ist vom Gipfel des Bärenfangs aus. Eine andere Möglichkeit, den Gipfel zu erreichen, ist von Rejvíz aus über die Kreuzung Pod Orlíkem die Hütte Tetřeví chata zu erreichen und dann ohne Weg auf den Gipfel zu steigen. Vom Gipfel eröffnet sich der Blick auf den Kamm des Altvater und das Freiwaldauer Becken (Jesenická kotlina).

## Nachweise
1. ↑   Elmar Seidl: Die Besiedlung des Troppauer Landes und des angrenzenden Nordostmährens im 13. und 14. Jahrhundert. Palatina, 2001.
2. ↑   Orlík. Abgerufen am 8. Juli 2019.